# Teucholabis
Teucholabis är ett släkte av tvåvingar. Teucholabis ingår i familjen småharkrankar.

## Dottertaxa tillTeucholabis, i alfabetisk ordning[1]
- Teucholabis aberrans
- Teucholabis adamesi
- Teucholabis aequinigra
- Teucholabis amapana
- Teucholabis amatrix
- Teucholabis amblyphallos
- Teucholabis amoena
- Teucholabis analis
- Teucholabis angustapicalis
- Teucholabis angusticapitis
- Teucholabis angustifascia
- Teucholabis angustifusca
- Teucholabis annulata
- Teucholabis annuloabdominalis
- Teucholabis anthracina
- Teucholabis argentea
- Teucholabis aspilota
- Teucholabis atahualpa
- Teucholabis atripennis
- Teucholabis atrolata
- Teucholabis audax
- Teucholabis azuayensis
- Teucholabis biacifera
- Teucholabis biarmillata
- Teucholabis bicolor
- Teucholabis bidentifera
- Teucholabis bigladius
- Teucholabis biramosa
- Teucholabis brevisetosa
- Teucholabis bruneri
- Teucholabis cariosa
- Teucholabis carolinensis
- Teucholabis catharinensis
- Teucholabis chalybeia
- Teucholabis chalybeiventris
- Teucholabis cinderella
- Teucholabis cinereiceps
- Teucholabis circumscripta
- Teucholabis clavistyla
- Teucholabis cocaensis
- Teucholabis cockerellae
- Teucholabis collaris
- Teucholabis colomelania
- Teucholabis complexa
- Teucholabis confluenta
- Teucholabis confluentoides
- Teucholabis cuneiformis
- Teucholabis cybele
- Teucholabis dampfi
- Teucholabis dasytes
- Teucholabis decora
- Teucholabis dedecora
- Teucholabis delandi
- Teucholabis denuda
- Teucholabis desdemona
- Teucholabis determinata
- Teucholabis diacantha
- Teucholabis diana
- Teucholabis dilatipes
- Teucholabis dileuca
- Teucholabis dimelanocycla
- Teucholabis diperone
- Teucholabis diplaca
- Teucholabis distifurca
- Teucholabis diversipes
- Teucholabis ducalis
- Teucholabis duidensis
- Teucholabis duncani
- Teucholabis egens
- Teucholabis elissa
- Teucholabis eremnopoda
- Teucholabis esakii
- Teucholabis fasciolaris
- Teucholabis felicita
- Teucholabis femorata
- Teucholabis fenestrata
- Teucholabis flavithorax
- Teucholabis flavocincta
- Teucholabis flavofimbria
- Teucholabis foersteri
- Teucholabis formosissima
- Teucholabis fulgens
- Teucholabis fulvinota
- Teucholabis fulviventris
- Teucholabis fumidapicalis
- Teucholabis furva
- Teucholabis fuscoapicalis
- Teucholabis galatea
- Teucholabis glabripes
- Teucholabis gorana
- Teucholabis gowdeyi
- Teucholabis gracilis
- Teucholabis gudalurensis
- Teucholabis gurneyana
- Teucholabis hera
- Teucholabis heteropoda
- Teucholabis hilaris
- Teucholabis holomelania
- Teucholabis homilacantha
- Teucholabis hondurensis
- Teucholabis hypomela
- Teucholabis idiophallus
- Teucholabis immaculata
- Teucholabis immaculipleura
- Teucholabis inca
- Teucholabis inepta
- Teucholabis inermis
- Teucholabis inornata
- Teucholabis inouei
- Teucholabis insolita
- Teucholabis inulta
- Teucholabis invaripes
- Teucholabis invenusta
- Teucholabis iriomotensis
- Teucholabis jactans
- Teucholabis jaliscana
- Teucholabis jivaro
- Teucholabis jocosa
- Teucholabis jucunda
- Teucholabis kiangsiensis
- Teucholabis laeta
- Teucholabis laetifica
- Teucholabis laidis
- Teucholabis lais
- Teucholabis laneana
- Teucholabis laterospinosa
- Teucholabis latibasalis
- Teucholabis lauta
- Teucholabis laxa
- Teucholabis leonora
- Teucholabis leridensis
- Teucholabis lethe
- Teucholabis lindneri
- Teucholabis lineipleura
- Teucholabis lipacantha
- Teucholabis liponeura
- Teucholabis lipophleps
- Teucholabis longisetosa
- Teucholabis longispina
- Teucholabis lucida
- Teucholabis ludicra
- Teucholabis lugubris
- Teucholabis luteicolor
- Teucholabis majuscula
- Teucholabis manniana
- Teucholabis marticola
- Teucholabis martinezi
- Teucholabis megaphallus
- Teucholabis megaspatha
- Teucholabis melanocephala
- Teucholabis melanoderma
- Teucholabis mendax
- Teucholabis meridiana
- Teucholabis metamelania
- Teucholabis metatibiata
- Teucholabis miniata
- Teucholabis minuta
- Teucholabis molesta
- Teucholabis morionella
- Teucholabis multispinosa
- Teucholabis munda
- Teucholabis myersi
- Teucholabis mythica
- Teucholabis nebulipennis
- Teucholabis neocollaris
- Teucholabis neoleridensis
- Teucholabis neosalva
- Teucholabis nepenthe
- Teucholabis nigerrima
- Teucholabis nigrirostris
- Teucholabis nigroclavaria
- Teucholabis nigrocorporis
- Teucholabis nigrocostata
- Teucholabis nigrocoxalis
- Teucholabis nigropostica
- Teucholabis nigrosignata
- Teucholabis nocticolor
- Teucholabis noctula
- Teucholabis nocturna
- Teucholabis nodipes
- Teucholabis nodulifera
- Teucholabis omissa
- Teucholabis omissinervis
- Teucholabis ornata
- Teucholabis oteroi
- Teucholabis pabulatoria
- Teucholabis pahangensis
- Teucholabis paracollaris
- Teucholabis paradoxa
- Teucholabis paraplecioides
- Teucholabis paraxantha
- Teucholabis parishiana
- Teucholabis patens
- Teucholabis perangusta
- Teucholabis perbasalis
- Teucholabis perebenina
- Teucholabis perlata
- Teucholabis perproducta
- Teucholabis phaeostigmosa
- Teucholabis pilipes
- Teucholabis placabilis
- Teucholabis platyphallus
- Teucholabis plecioides
- Teucholabis pleuralis
- Teucholabis pleurolinea
- Teucholabis podagra
- Teucholabis polita
- Teucholabis portoricana
- Teucholabis praenobilis
- Teucholabis praeusta
- Teucholabis progne
- Teucholabis projecta
- Teucholabis pruthiana
- Teucholabis pulchella
- Teucholabis quinquemaculata
- Teucholabis rectangularis
- Teucholabis rectispina
- Teucholabis reginae
- Teucholabis retusa
- Teucholabis rhabdophora
- Teucholabis rostrata
- Teucholabis rubescens
- Teucholabis rubriceps
- Teucholabis rubroatra
- Teucholabis rufula
- Teucholabis rutilans
- Teucholabis sackeni
- Teucholabis salti
- Teucholabis salva
- Teucholabis sanguinea
- Teucholabis sanguinolenta
- Teucholabis scabrosa
- Teucholabis scapularis
- Teucholabis schineri
- Teucholabis schistostyla
- Teucholabis scitamenta
- Teucholabis semiermis
- Teucholabis sentosa
- Teucholabis seposita
- Teucholabis serrulifera
- Teucholabis seticosta
- Teucholabis setigera
- Teucholabis shanensis
- Teucholabis siamensis
- Teucholabis sigmoidea
- Teucholabis simplex
- Teucholabis singularis
- Teucholabis solivaga
- Teucholabis solomonensis
- Teucholabis spica
- Teucholabis spinigera
- Teucholabis stadelmanni
- Teucholabis strictispina
- Teucholabis strumosa
- Teucholabis stygica
- Teucholabis subanthracina
- Teucholabis subargentea
- Teucholabis subchalybeia
- Teucholabis subclara
- Teucholabis subcollaris
- Teucholabis subfurva
- Teucholabis subgalatea
- Teucholabis subinulta
- Teucholabis subjocosa
- Teucholabis sublaxa
- Teucholabis subleridensis
- Teucholabis submolesta
- Teucholabis submunda
- Teucholabis subpatens
- Teucholabis subpulchella
- Teucholabis subrubriceps
- Teucholabis sultana
- Teucholabis susainathani
- Teucholabis tactilis
- Teucholabis taino
- Teucholabis talamancana
- Teucholabis tartarus
- Teucholabis tenella
- Teucholabis thurmani
- Teucholabis trifasciata
- Teucholabis tristis
- Teucholabis tullochi
- Teucholabis turrialbensis
- Teucholabis unicingulata
- Teucholabis unicolor
- Teucholabis vacuata
- Teucholabis walkeriana
- Teucholabis varipes
- Teucholabis venezuelensis
- Teucholabis wighti
- Teucholabis wilhelminae
- Teucholabis wirthiana
- Teucholabis witteana
- Teucholabis volentis
- Teucholabis xantha
- Teucholabis xystophanes
- Teucholabis yezoensis